# 桑原洋明
桑原 洋明（くわはら ひろあき、1941年9月12日 - 2022年2月15日）は、日本の作曲家、編曲家。

## 来歴
東京都立川市生まれ。国立音楽大学作曲科卒業。菊川廸夫、外崎幹二、島岡譲、高田三郎に師事。1970年に「吹奏楽のための3つの断章」でJBA作曲賞を受賞。
藤田玄播、斎藤高順、岩河三郎、岩井直溥、名取吾朗、川崎優、奥村一とともに作曲家グループ「ニュー・エイトの会」を結成し、意欲的に吹奏楽曲の作曲を行った。また、クラシック曲からの吹奏楽編曲も多く手がけている。

## 主要作品

### 管弦楽曲
- 津軽風土記

### 吹奏楽曲
- 吹奏楽のための3つの断章 -  1970年JBA作曲賞受賞曲
- 吹奏楽のためのドリアン・ラプソディー  - 1977年度全日本吹奏楽コンクール（中学校の部）課題曲
- 越天楽の主題による変容 - 国立音楽大学委嘱作品
- 駿河風土記
- 吹奏楽のための音楽1990 - 国立音楽大学委嘱作品
- シンフォニック・ラプソディー - スイス・ウスター音楽祭（Internationalen Festlichen Musiktagen in Uster）委嘱作品
- 2つの古代旋律
- ロンド・トリステ - 1977年「ニューエイトの会」吹奏楽曲新作発表会のために作曲
- 交響詩「治承今様楽」 - 第1回ニューエイト作品発表会のために作曲

### 室内楽曲
- フルートとピアノのための「敦盛幻影」
- フルートとピアノのための「2つのエピグラム」
- フルートとピアノのための「日本の四季」
- クラリネットとピアノのための「3つの民謡」
- クラリネットとピアノのための「蛇性奇譚」
- アルトサクソフォーンとピアノのための「組曲風ソナタ」
- ユーフォニアムとピアノのための「2つのディヴェルティメント」
- ヴァイオリンと電子オルガンのための詩曲「焔」
- 尺八と箏のための「蓴」

### 合唱曲
- 新古今和歌集による四季の歌（女声合唱）